# Лаксон, Кристофер
Кристофер Марк Лаксон (англ. Christopher Mark Luxon; род. 19 июля 1970, Крайстчерч) — новозеландский политический деятель, лидер Национальной партии Новой Зеландии (с 2021), премьер-министр Новой Зеландии (с 2023).

## Биография
Родился 19 июля 1970 года в Крайстчёрче, в семилетнем возрасте переехал с семьёй на некоторое время в Окленд, но позднее они вернулись назад, и школу Лаксон окончил в родном городе. В 1992 году окончил там же Университет Кентербери со степенью магистра делового администрирования. Восемнадцать лет работал в Unilever, с 2011 года — в Air New Zealand, где 19 июня 2012 года занял должность CEO, также входил в советы директоров Tourism New Zealand и Virgin Australia. В 2020 году, будучи кандидатом от Национальной партии Новой Зеландии победил на парламентских выборах в округе Ботани лейбористку Нейзи Чен.

### Политическая карьера
30 ноября 2021 года избран лидером партии после скандальной отставки его предшественницы Джудит Коллинз.
7 апреля 2022 года МИД России объявил о введении ответных контрсанкций против Новой Зеландии ввиду присоединения этой страны к политике санкционного давления на Россию после вторжения на Украину. В список 130 членов правительства и парламентариев, которым запрещён въезд в Россию, был включён и Лаксон.

### Премьер-министр Новой Зеландии
14 октября 2023 года состоялись парламентские выборы, победу на которых одержала Национальная партия. Она получила 50 депутатских мандатов, а её ключевой союзник Ассоциация потребителей и налогоплательщиков — 11, что обеспечивает коалиции абсолютное большинство мест. Однако, в течение шести недель после выборов продолжается подсчёт около 570 тысяч голосов, поданных за границей или вне избирательных участков, и окончательный результат может потребовать союза с правой партией «Новая Зеландия прежде всего».
24 ноября 2023 года по окончании переговоров было подписано коалиционное соглашение Национальной партии с New Zealand First (Новая Зеландия прежде всего) и ACT New Zealand (Ассоциация потребителей и налогоплательщиков).
27 ноября 2023 года генерал-губернатор Новой Зеландии Синди Киро привела Лаксона к присяге, и он вступил в должность премьер-министра, а его правительство вступило в свои полномочия (помимо должности премьер-министра, Лаксон занял также пост министра национальной безопасности и разведки).
В декабре 2023 года Лаксон заявил в ходе визита в Австралию о желании Новой Зеландии присоединиться к неядерной части соглашения AUKUS с целью повысить в условиях новых вызовов уровень безопасности для страны посредством обмена военными технологиями.

## Личная жизнь
В возрасте 23 лет Лаксон женился, супругу зовут Аманда. В их семье двое детей — Уильям и Оливия.